# Muzeum Sztuk Pięknych w Sewilli
Muzeum Sztuk Pięknych (hiszp. Museo de Bellas Artes) – muzeum w Sewilli utworzone w 1841 w budynku klasztornym ukończonym przez hiszpańskiego architekta Juana de Oviedo w 1612 roku. Zawiera kolekcję malarstwa hiszpańskiego od średniowiecza aż po czasy najnowsze, lecz najważniejszy jest zbiór obrazów wielkich malarzy z Sewilli epoki baroku.

## Muzeum
Muzeum udostępnia zwiedzającym 14 sal. Kierunek zwiedzania w układzie chronologicznym. W salach na parterze eksponowane są dzieła od XIV wieku do manieryzmu, na piętrze natomiast od baroku do początku XX wieku.

## Najważniejsi twórcy
- Francisco Pacheco
- Diego Velázquez
- Alonso Cano
- Bartolomé Estéban Murillo
- Juan de Valdés Leal
- Francisco de Zurbarán
- El Greco